# Mesdžid
Mesdžid (od tur. mescid, iz ar. mäsǧid) je islamska bogomolja koja nema minaret. Obično je to neka prostorija ili neka građevina kojoj je prvotna namjena bila sasvim druga, a ne da bude džamija.
Primjer mesdžida je Hrvatski islamski centar u Torontu. Hrvatski, kanadski i američki biomedicinski fizičar i hrvatski pjesnik i esejist rodom iz BiH, derviš halvetijevskog reda, šeih sufia Asaf Duraković sudjelovao je u svim aktivnostima kod osnivanja svih mesdžida i džamija u Kanadi.